# Gryts socken, Skåne
Gryts socken i Skåne ingick i Östra Göinge härad, ingår sedan 1974 i Östra Göinge kommun och motsvarar från 2016 Gryts distrikt.
Socknens areal är 31,23 kvadratkilometer varav 31,01 land.   År 2000 fanns här 136 invånare. Vanås slott samt kyrkbyn Gryt med sockenkyrkan Gryts kyrka ligger i socknen.

## Administrativ historik
Socknen har medeltida ursprung. 
Vid kommunreformen 1862 övergick socknens ansvar för de kyrkliga frågorna till Gryts församling och för de borgerliga frågorna bildades Gryts landskommun. Landskommunen uppgick 1952 i Knislinge landskommun som 1974 uppgick i Östra Göinge kommun. Församlingen uppgick 2006 i Knislinge-Gryts församling.
1 januari 2016 inrättades distriktet Gryt, med samma omfattning som församlingen hade 1999/2000. 
Socknen har tillhört län, fögderier, tingslag och domsagor enligt vad som beskrivs i artikeln Östra Göinge härad. De indelta soldaterna tillhörde Norra skånska infanteriregementet, Västra Göinge kompani.

## Geografi
Gryts socken ligger nordväst om Kristianstad med Helge å i nordost och Almaån i söder. Socknen är en mjukt kuperad skogsbygd med inslag av odlingsbygd.

## Fornlämningar
Från bronsåldern finns gravrösen och en hällristning. Från järnåldern finns ett gravfält, stensättningar och resta stenar.

## Namnet
Namnet skrevs 1403 Gryth och kommer från kyrkbyn. Namnet innehåller gryt, 'sten; stenig mark'..